# Spotland Stadium
Lo Spotland Stadium, noto anche come Crown Oil Arena per motivi di sponsorizzazione, è un impianto sportivo situato a Rochdale, nella Grande Manchester, in Inghilterra. Ospita le partite casalinghe del Rochdale A.F.C., squadra di calcio cittadina, e dei Rochdale Hornets, squadra di rugby.Lo stadio ha una capienza di 10.249 posti, tutti a sedere.

## Storia
Lo stadio, inizialmente noto come St Clement’s Playing Fields per via della vicina chiesa omonima, divenne la sede del club fin dalla sua fondazione nel 1907.
Nel 1920 venne costruita la tribuna principale (Main Stand), mentre nel 1925 venne aggiunta una copertura parziale al settore Pearl Street, che all’epoca era una semplice gradinata in terra battuta. Due anni dopo, nel 1927, una copertura simile fu realizzata anche lungo il lato Willbutts Lane.
Nel 1937, il Supporters Club promosse la costruzione delle terrazze nel settore Sandy Lane. Durante gli anni Cinquanta e Sessanta, il terreno fu interessato da un’opera di modernizzazione, che vide la sostituzione delle gradinate originali con terrazze in calcestruzzo.
Per diversi decenni lo stadio non subì modifiche sostanziali, fino a quando, a metà degli anni Ottanta, fu costruita una nuova tribuna lungo Willbutts Lane, pensata per offrire una copertura più adeguata ai tifosi ospiti. Contestualmente, fu modificata la pendenza del Sandy Lane End, in modo da migliorarne la visibilità; oggi questo settore ha una capienza di circa 1 300 posti, ridotta nel tempo per motivi di sicurezza.
Nel 1992, la tribuna principale fu completamente ricostruita: l’attuale Main Stand può ospitare oltre 1 700 spettatori e comprende 12 palchi executive, oltre a una sala eventi con capienza aggiuntiva di oltre 200 persone.
Nel ottobre 1997, l’ex calciatore di Bolton Wanderers e della Nazionale inglese Nat Lofthouse inaugurò una nuova tribuna sul lato Pearl Street, con una capienza di oltre 2 500 posti. Alla base della struttura è presente un’area polifunzionale denominata Our Spot Community Hub.
L’ultima grande modifica risale all’ottobre 2000, con l’apertura della Willbutts Lane Stand, in grado di accogliere oltre 3 500 spettatori. Questo settore è abitualmente destinato al pubblico ospite, ma può essere diviso per accogliere anche tifoserie miste.

## Struttura
Lo Spotland Stadium presenta una configurazione “all’inglese”, con quattro tribune indipendenti disposte su ciascun lato del terreno di gioco.
- La Willbutts Lane Stand, attualmente denominata Reside Estate Agents Stand, si estende lungo uno dei lati lunghi del campo ed è la tribuna con maggiore capienza, pari a circa 3 500 posti a sedere. È interamente coperta e ospita abitualmente i tifosi ospiti, pur essendo divisibile per l’uso misto.

- La Main Stand, ricostruita nel 1992 e intitolata a David Kilpatrick, si trova sul lato opposto. Dispone di circa 1 700 posti a sedere, 12 skybox e una sala multifunzionale con capienza aggiuntiva di circa 200 posti. La tribuna ospita gli spogliatoi, le panchine tecniche e le principali aree di ospitalità.

- La Pearl Street Stand, nota anche come Smith Metals Stand, è situata dietro una delle due porte. Inaugurata nel 1997 da Nat Lofthouse, ha una capienza di oltre 2 500 posti a sedere e ospita al piano terra il centro comunitario Our Spot Community Hub. Comprende un settore destinato alle famiglie.

- La Sandy Lane End, ufficialmente Thwaites Beers Stand, si trova sul lato opposto e presenta gradinate in piedi in calcestruzzo. Ha una capienza di circa 1 300 spettatori, ridotta nel tempo per ragioni di sicurezza. È il settore tradizionalmente occupato dal tifo organizzato.[3][4]

## Altri utilizzi
Oltre al calcio professionistico e al rugby a 13 locale, lo Spotland Stadium ha ospitato diverse manifestazioni internazionali minori, tra cui diversi incontri organizzati dalla British Amateur Rugby League Association e le finali della National League Cup nel 2003 e nel 2004.
Nel 2013 l'impianto venne scelto come sede per la Coppa del Mondo di rugby a 13, accogliendo l’incontro tra le nazionali di Figi e Irlanda. Si è trattato del primo evento legato a una fase finale di un torneo mondiale disputato a Rochdale, con un'affluenza registrata di quasi 9 000 spettatori e il tutto esaurito sugli spalti.
In precedenza, l’impianto aveva già ospitato un incontro tra Irlanda e Moldavia durante il torneo Emerging Nations del 1995, evento parallelo alla Coppa del Mondo di rugby a 13, ma non considerato parte integrante della competizione ufficiale.

## Dati Statistici
Il record di affluenza registrato allo Spotland Stadium risale al 10 dicembre 1949, in occasione di un incontro valido per il secondo turno della FA Cup tra Rochdale e Notts County, al quale assistettero 24 231 spettatori.
In epoca moderna, dopo la conversione dell’impianto a posti esclusivamente a sedere, la capienza è stata progressivamente ridotta. Il massimo afflusso registrato in questo periodo è stato di circa 9 507 spettatori, in occasione di una partita di League One nella stagione 2002‑03.
L’affluenza più bassa documentata per una gara ufficiale risale invece al 1973, quando appena 450 spettatori assistettero all’incontro di Third Division tra Rochdale e Cambridge United.

## Voci Correlate
- Rochdale
- Rochdale AFC
- FA Cup
- National League